# Старая Подусовка
Старая Подусовка (укр. Стара Подусівка) — исторически сложившаяся местность (район) Чернигова, расположена на территории Новозаводского административного района.

## История
Был небольшим пригородным хутором возле реки Белоус в Подусовском лесу. 
Впервые упоминается в царской грамоте 1709 года в подтверждения владений черниговского протопопа Николая Синдаровского: «поля пахатние, займища, дубровы, сеножати и съ людми въ сел± Подусовщин±»
Подусовка возникла на землях черниговской семьи Подусов (от которой и происходит название), о чем свидетельствует универсал гетмана Ивана Скоропадского 1710 года Синдаровскому: «випись на купленние отъ Ганни Радчихи Подусихи, м±щанки черн±говской, поля, дубровъ и сеножатей, надъ р±чкой Белоусомъ будучихъ; випись на купленние отъ Васка и Нестера Денисенковъ нивъ трохъ и дуброви, до грунту Подъусовского прилеглій; випись на купленние отъ Лавр±на Думи ниви Крупениковской зъ гаемъ, с±ножатю и дубровою, до Подусовского грунту прилеглой».
С началом деятельности Черниговского уездного земельного отдела в феврале 1919 года в Подусовке были созданы трудовая артель и огородное товарищество, но работа была приостановлена Гражданской войной.
В 1941 и 1943 года в районе Подусовки велись бои при обороне и освобождении Чернигова во время Великой Отечественной войны. На месте братских могил, что южнее Подусовского хутора, в 1963 году был установлен бетонный обелиск; затем в 1975 году был открыт Мемориальный комплекс (урочище Подусовка). 
В 1955 году, когда в Чернигове приобрело значительных размеров индивидуальное жилищное строительство, городу было передано 100 га в районе Подусовки для застройки. Были проложены около 50 улиц и переулков для индивидуального жилищного строительства, построены объекты социальной инфраструктуры: кинотеатр «Октябрь» (1971 год), отделение связи, образовательные (школы №18 и №21, школа-интернат) и медицинские (филиал поликлиники) учреждения, ряд предприятий, оздоровительные учреждения (детские лагеря «Дружба» и «Юность»). В 1972 году у школы № 18 установлен памятник Н. Н. Попудренко (в 2024 году демонтирован).
„Из-за полного разрушения здания заведения общего среднего образования в результате полномасштабной вооружённой агрессии Российской Федерации против Украины“, 30 июня 2022 года были ликвидированы школы № 18 (дом № 24) и № 21 (дом № 27), согласно Решениям Черниговского городского совета № 18/VIII-1 («Про ліквідацію Чернігівської загальноосвітньої школи І-ІІІ ступенів № 18 Чернігівської міської ради Чернігівської області») и  № 18/VIII-2 («Про ліквідацію Чернігівської загальноосвітньої школи І-ІІІ ступенів № 21 Чернігівської міської ради Чернігівської області»)

## География
Район Старая Подусовка расположен в западной периферийной части Чернигова между ж/д линиями Чернигов—Неданчичи и Чернигов—Добрянка, лесными массивами. Застройка района преимущественно усадебная, частично многоэтажная жилая: несколько 5-этажных домов расположены по улице Гагарина, несколько 9-этажных — Днепровская, Заньковецкая, Харьковская. Кварталы района препреимущественно представляют сетку квадратов и прямоугольников, также множеством кварталов треугольной формы, юго-восточной части района — полукругом. 
На севере к району примыкает ж/д линия Чернигов—Неданчичи и район Новая Подусовка и лес, юге — промзона (южнее улицы Заньковецкая) и лес, западе — улица Леонида Пашина, дачные участки и лес, востоке — ж/д линия Чернигов—Добрянка.
Нет предприятий. Со стороны леса на западе расположены пансионаты и санатории.
Основная улица — Теробороны (Гагарина). Улица Теробороны (Гагарина) условно разделяет район на северную и южную часть.
|                   |                                                     |                     |                                                        |
| Днепровская улица | школа № 18 в 2021 году (ныне разрушена и разобрана) | улица Саксаганского | памятник истории Мемориальный комплекс жертвам нацизма |

## Социальная сфера
Расположены детский сад (№ 19, №57), школа-интернат. Были школы №№ 18 и 21.
Есть поликлиника (взрослая, детская), библиотека, магазины. Ранее функционировал кинотеатр Октябрь.

## Транспорт
- Троллейбус: маршрут 1
- Автобус: маршруты 25, 25а, 26, 31

По ул. Теробороны (бывш. ул. Гагарина) и ул. Днепровской проходят все маршруты района. Маршруты связывают район со многими районами города и селом Старый Белоус.